# Шматочок життя
Шматочок життя,[джерело?] також повсякденність, зріз життя (фр. tranche de vie, англ. slice of life) — жанр сучасної творчості, що натуралістично описує реальне життя героїв.

## Сучасне використання
Західний термін slice of life («шматочок життя») є калькою з англійської мови. У 1950-х роках він був синонімом так званого «кухонного реалізму» британських фільмів та театру. Нині так називають будь-який реалістичний опис або подання подій та ситуацій з повсякденного життя в літературі, кіно, журналістиці, коміксах (Achewood, Questionable Content) тощо. У кінематографі (зокрема, по відношенню до аніме) цей жанр також називається «повсякденність», «буденність». Акцент робиться на почуттях і поведінці персонажів. Типові сюжети: героїню звільняють, тому що вона розпивала алкогольні напої на роботі; колекціонер знаходить цінну річ для своєї колекції; герой постійно спізнюється на роботу, бо з запізненням приходить його автобус.

## Див. Також
- Кіномистецтво
- Терміни аніме та манґи